# Ceteń
Ceteń (prononciation : [ˈt͡sɛtɛɲ]) est un village polonais de la gmina d'Odrzywół dans le powiat de Przysucha de la voïvodie de Mazovie dans le centre-est de la Pologne.
Il se situe à environ 18 kilomètres à l'ouest d'Odrzywół (siège de la gmina), 28 kilomètres au nord-ouest de Przysucha (siège du powiat) et à 92 kilomètres au sud-ouest de Varsovie (capitale de la Pologne).
Le village compte approximativement une population de 230 habitants en 2012.

## Histoire
De 1975 à 1998, le village appartenait administrativement à la voïvodie de Radom.